# Zephronia hirsti
Zephronia hirsti är en mångfotingart som beskrevs av Jeekel 200. Zephronia hirsti ingår i släktet Zephronia och familjen Zephroniidae. Inga underarter finns listade i Catalogue of Life.